# 털룰라 모턴
털룰라 모턴 루츠(영어: Tallulah Morton Roots, 1991년 11월 27일 ~ )는 오스트레일리아의 모델이다.